# المجمع المغلق 1689
المجمع المغلق 1689 هو المجمع الموكول بانتخاب بابا الكنيسة الكاثوليكية الجديد بعد استقالة البابا. انعقد مجمع الكرادلة لانتخاب البابا الجديد بدءًا من
23 أغسطس 1689 وانتهى في 6 أكتوبر 1689. انتُخبَ ألكسندر الثامن ليكون البابا الجديد للكنيسة.
عُقدَ المجمع في إيطاليا .